# Lekkoatletyka na Światowych Wojskowych Igrzyskach Sportowych 2019 – pchnięcie kulą kobiet
Pchnięcie kulą kobiet – jedna z konkurencji technicznych rozegranych w dniu 23 października 2019 roku podczas 7. Światowych Wojskowych Igrzyskach Sportowych na kompleksie sportowym WH FRSC Stadium w Wuhanie.

## Terminarz
| Data                      | Godzina (UTC+08:00) | Wydarzenie |
| ------------------------- | ------------------- | ---------- |
| 23 października 2019(dts) | 20:30               | Finał      |

## Rekordy
Tabela prezentuje rekord świata, a także rekord Igrzysk wojskowych (CSIM) przed rozpoczęciem mistrzostw.
|                                   | Zawodnik            | Wynik | Miejsce   | Data                 |
| --------------------------------- | ------------------- | ----- | --------- | -------------------- |
| Rekord świata                     | Natalja Lisowska    | 22,63 | Moskwa    | 7 czerwca 1987(dts)  |
| Rekord Igrzyska wojskowych (CSIM) | Christina Schwanitz | 19,30 | Warendorf | 5 września 2013(dts) |

## Medaliści
| Złoto                 | Srebro           | Brąz                 |
| Paulina Guba · Polska | Gao Yang · Chiny | Noora Jasim · Brunei |

## Finał
| Pozycja | Zawodnik          | Reprezentacja | #1    | #2    | #3    | #4    | #5    | #6    | Rezultat | Uwagi |
| ------- | ----------------- | ------------- | ----- | ----- | ----- | ----- | ----- | ----- | -------- | ----- |
| 1. !    | Paulina Guba      | Polska        | 17,54 | 18,05 | 18,22 | 17,86 | 17.95 | x     | 18,22    |       |
| 2. !    | Gao Yang          | Chiny         | 16,70 | 16,85 | 17,60 | 17,85 | 17,47 | 17,37 | 17,85    |       |
| 3. !    | Noora Jasim       | Brunei        | 17,51 | 17,70 | 17,59 | x     | 17,60 | 17,60 | 17,70    |       |
| 4       | Bian Ka           | Chiny         | 16,83 | 16,88 | 16,93 | 16,59 | 17,41 | 17,50 | 17,50    |       |
| 5       | Klaudia Kardasz   | Polska        | 16,53 | 16,22 | 16,68 | 16,48 | 16,58 | x     | 16,68    |       |
| 6       | Katharina Maisch  | Niemcy        | x     | 16,11 | 16,30 | x     | 16,57 | x     | 16,57    |       |
| 7       | Geísa Arcanjo     | Brazylia      | 16,40 | x     | x     | x     | 16,44 | 16,50 | 16,50    |       |
| 8       | Julija Leanciuk   | Białoruś      | x     | 15,87 | 15,85 | 16,12 | x     | 16,15 | 16,15    |       |
| 9       | Lieke Muller      | Holandia      | 14,77 | x     | x     | NQ    | NQ    | NQ    | 14,77    |       |
| 10      | T.K.F. Wijepurage | Sri Lanka     | x     | 13,81 | 12,83 | NQ    | NQ    | NQ    | 13,81    |       |
| 11      | Sanana Angunougou | Kamerun       | 12,92 | 12,48 | 13,09 | NQ    | NQ    | NQ    | 13,09    |       |

Źródło: Wuhan.